# Little Birdy
I Little Birdy sono un gruppo musicale rock australiano, formatosi a Perth nel 2002 e composto da Matt Chequer, Simon Leach, Scott O'Donoghue, Katy Steele e Fergus Deasy.

## Storia
Tra il 2003 e il 2004 i Little Birdy hanno pubblicato due EP, uno eponimo e This Is a Love Song EP, che hanno raggiunto la 27ª e la 22ª posizione nella ARIA Albums Chart. Relapse, contenuto nel primo EP, ha conferito al gruppo la sua prima vittoria agli ARIA Music Awards. Il loro album di debutto, intitolato BigBigLove, è uscito ad ottobre 2004 e si è classificato al numero 5 in Australia, dove è stato certificato disco d'oro. Ha ricevuto quattro candidature agli ARIA Music Awards ed è stato promosso dai singoli Beautiful to Me, Tonight's the Night ed Excited, tutti entrati nella ARIA Singles Chart. Nel 2005 hanno supportato i R.E.M. durante la tappa australiana della loro tournée. Sono seguiti i dischi Hollywood e Confetti, entrambi certificati disco d'oro in madrepatria, dove hanno raggiunto rispettivamente la 9ª e la 6ª posizione. Confetti è risultato il 93º album più venduto in territorio australiano del 2009 ed è stato candidato a due ARIA Music Awards. Nel 2010 il gruppo ha annunciato una pausa ed ogni membro si è dedicato ad altri progetti musicali.

## Formazione
- Matt Chequer – batteria
- Simon Leach – chitarra, sintetizzatore
- Scott 'Barney' O'Donoghue – basso, voce, melodica, armonica a bocca
- Katy Steele – voce, chitarra
- Fergus Deasy – tastiera elettronica, voce, sintetizzatore, chitarra

## Discografia

### Album
- 2004 – BigBigLove
- 2006 – Hollywood
- 2009 – Confetti

### EP
- 2003 – Little Birdy
- 2004 – This Is a Love Song EP

### Singoli

#### Come artista principle
- 2003 – Relapse
- 2003 – Baby Blue
- 2004 – Beautiful to Me
- 2004 – Tonight's the Night
- 2005 – Excited
- 2006 – Come On Come On
- 2007 – Bodies
- 2007 – After Dark
- 2009 – Brother
- 2009 – Summarize
- 2009 – Hairdo
- 2009 – Stay Wild

#### Come artista ospite
- 2009 – Where Did I Go Wrong (Rosie Catalano feat. Little Birdy)